# Кріс Коннор
Мері Джин Луценгайзер (Mary Jean Loutsenhizer), відома як Кріс Конор (англ. Chris Connor; 8 листопада 1927, Канзас — 29 серпня 2009, Томс Рівер) — американська джазова співачка.

## Життєпис
Народилась у Канзасі, Місурі, батько Клайд Луценхайзер (1882—1949), мати Мейбел І. Ширлі (1896—1941). Протягом восьми років у школі та коледжі вчилась грати на кларнеті і досягла в цьому неабияких успіхів.
Після смерті матері у 1941 році батько співачки, якому тоді було 59, не міг доглядати за донькою. Кріс переїхала до своєї старшої одруженої сестри, яка і опікувалась її вихованням. Перший виступ на публіці відбувся 1945 року на випускному в Коледжі в місті Джеферсон. Кріс виконала пісню «Amor», що була дуже схвально зустрінута аудиторією. Після цього Кріс вирішила стати співачкою.
Вона лишилась у Канзас-Сіті, працюючи в основний час стенографісткою, а на вихідних займалась співами. Першою серйозною роботою Кріс була участь у гурті Університету Місурі. Після кількох переїздів у 1946–47 роках Кріс переїжджає до Нью-Йорка з наміром вести життя, сповнене лоску.

### Початок кар'єри
У новому місті Конор спочатку не могла знайти роботу співачки, тому влаштувалась працювати стенографісткою. Наступні 7 тижнів вона безуспішно шукала будь-яку роботу, пов'язану із співом. Через нестачу грошей Конор вигнали з готелю, де вона жила, а щоб заплатити за її проживання, працівники готелю забрали всі її власні речі, в тому числі зимнє пальто. Згодом Кріс зустріла чоловіка, який знав лідера оркестру Клода Торнгіла, Джо Ґріна. Торнгіл шукав нову співачку, яка б приєдналась до його нового гурту, Snowflakes.
Кріс приєдналась до гурту Торнгіла і вирушила з музикантами в тур США, а також почала записувати спільні пісні. За весь час, що Кріс провела з гуртом Snowflakes, її голос було записано лише двічі: у піснях «There's a Small Hotel» та «I Don't Know Why», обидві датовані 1949 роком.
Кріс продовжувала гастролювати з Торнгілом до березня 1952 року, коли вона приєдналась до великого гурту Джері Волда (Jerry Wald), записавши з ним п'ять пісень: «You're the Cream in My Coffee», «Cherokee», «Pennies from Heaven», «Raisins and Almonds» та «Terremoto». Згодом вона приєдналась до Клода Торнгіла у жовтні 1952 року для радіотрансляції з готелю Statler Hotel, що у Нью-Йорку. Конор заспівала чотири пісні: «Wish You Were Here», Come Rain or Come Shine", «Sorta Kinda» та «Who Are We to Say».
В лютому 1953-го, коли Конор співала на прямій радіотрансляції з готелю Roosevelt Hotel, Джун Крісті (June Christy), що пізніше стала вокалісткою у бенді Стена Кентона (Stan Kenton), випадково почула її голос. До 1952-го гурт вже змінив кількох співачок у пошуках жіночого вокалу. В кінці того ж року 1952 Крісті порадила Кріс Конор на своє місце в гурті для виконання жіночих партій.
В лютому 1953 року Кріс приєдналась до виступів і записів разом.
11 лютого 1953 року Конор записала свій альбом із гуртом Стена Кентона. Перша пісня, «And The Bull Walked Around, Ole», посіла № 30 у музичному чарті Billboard. Інші пісні, що записані з гуртом, це «Baia», «Jeepers Creepers», «If I Should Lose You», «I Get A Kick Out Of You», «Nobody Knows The Trouble I've Seen» та пісня, що назавжди стала пов'язана з іменем співачки, «All About Ronnie».
Вже в червні 1953 року Кріс сильно втомилась від постійних поїздок і виступів. Вона насподівано покинула гурт Кентона і восени 1953 року повернулась до Нью-Йорка. Незабаром почала співпрацювати з Монті Кей (Monte Kay), який став її менеджером і знайшов роботу для неї в Birdland. Одного разу, прямо після нічного виступу, власник лейблу Bethlehem Records, Ґас Вайлді (Gus Wildi) запропонував Кріс контракт.

### Розквіт кар'єри
У 1953 року Кріс співпрацювала з лейблом and, а у 1954 році випустила подвійний альбом, що складався з Chris Connor Sings Lullabys of Birdland та Chris Connor Sings Lullabys for Lovers. У свої 26 Кріс стала сольною співачкою, що продала найбільше копій на Bethlehem Records, тож лейбл наполегливо запрошував її продовжити записи. У 1955 році Bethlehem Records випустив продовження, альбом під назвою Chris. Ще один повноцінний альбом This is Chris and Lullabys Of Birdland було видано на цьому ж лейблі у 1957 році.
У 1955 році, коли контракт закінчився, Кріс підписала інший із Atlantic Records. Таким чином Конор стала першою не чорношкірою джазовою співачкою, що співпрацювала з цим лейблом.
Робота на Atlantic дозволяла Кріс вибирати пісні, які співати, а також музикантів, з якими вона хотіла б працювати. З 1956 до 1962 року Конор працювала з найкращими продюсерами, аранжувальниками та музикантами, що були в професійній джазовій індустрії.
У 1962 році вийшов останній альбом Кріс на Atlantic (No Strings — An After Theatre Version) і вона вирішила не продовжувати співпрацю з компанією. Монті Кей відкрив власний рекордінговій лейбл і запропонував Кріс бути першою, з ким він би підписав контракт. Її перший альбом для FM Records, Chris Connor at the Village Gate (1963), зустріли досить холодно, і він не зміг досягти успіху попередніх дисків Кріс. Другий альбом, A Weekend in Paris (1964), було надіслано до багатьох радіостанцій, але так і не випущено на диску через банкрутство лейблу.
У 1960-70 роки Кріс записує пісні для різних лейблів. 1965 року на ABC/Paramount Records вона видає збірку Sings Gentle Bossa Nova і Now! у 1966 році. У 1969 році вийшов її єдиний альбом на японському лейблі JVC, Chris Connor Softly and Swinging. Наступні записи виходили на Stanyan Records у 1971 році, Sony Japan у 1977 році, Progressive Records у 1978 році і японському Lobster Records у 1979 році.

### Останні роки
Останні записи Конор зробила на початку 2000-х, це були три альбоми для HighNote Records. Студійна робота у квітні 2002-го вийшла в альбомі Everything I Love у 2003 році, це був її останній альбом. Останній виступ Кріс провела за місяць, 17 та 19 травня 2002 року, його запис побачив світ під назвою I Walk with Music у 2002-му. 
Останні роки Конор провела у містечку Томз Рівер, що в Нью-Джерсі. Час від часу вона виступала в Нью-Йорку та околицях. Їй належали права на обидва альбоми, видані на ABC та Paramount Records, вона хотіла у майбутньому видати їй збіркою на CD.
Кріс Конор померла від раку 29 серпня 2009 року, їй був 81 рік. Вона жила з племінником і давнім другом і менеджером Лорі Маскарелле (Lori Muscarelle).

## Дискографія

### Хіти
Кріс Конор вдалося тричі з різними піснями потрапити до списку найпопулярніших музичних чартів тих часів (All About Ronnie став радіо-хітом у 1953-му, але не брав участі у чарті в журналі Billboard).
- «And the Bull Walked Around, Ole» (записана з Stan Kenton Orchestra) і зайняла № 30, 1953 р.
- «I Miss You So», Atlantic single 1105, № 34 у 1957 р.
- «Trust in Me», Atlantic single 1138, № 95, 1957 р.

### Альбоми
| Лейбл                                                           | Назва                                                      | Формат    | Реліз |
| --------------------------------------------------------------- | ---------------------------------------------------------- | --------- | ----- |
| Bethlehem Records                                               | Chris Connor Sings Lullabys Of Birdland                    | 10" LP/CD | 1954  |
| Chris Connor Sings Lullabys For Lovers                          |                                                            |           |       |
| This Is Chris                                                   | 12" LP/CD                                                  | 1955      |       |
| Bethlehem's Girlfriends (разом з Джулі Лондон та Кармен МакРей) | 1956                                                       |           |       |
| Chris (a.k.a The Rich Sound of Chris Connor)                    | 1957                                                       |           |       |
| Chris Connor Sings Lullabys Of Birdland                         |                                                            |           |       |
| Nina Simone And Her Friends                                     | 1959                                                       |           |       |
| Atlantic Records                                                | Chris Connor (mono)                                        | 1956      |       |
| He Loves Me, He Loves Me Not                                    |                                                            |           |       |
| I Miss You So                                                   | 1957                                                       |           |       |
| Chris Connor Sings The George Gershwin Almanac of Song          |                                                            |           |       |
| A Jazz Date With Chris Connor                                   | 1958                                                       |           |       |
| Chris Connor (stereo)                                           |                                                            |           |       |
| Chris Connor Sings Ballads of the Sad Café                      | 1959                                                       |           |       |
| Witchcraft                                                      |                                                            |           |       |
| Chris in Person                                                 |                                                            |           |       |
| A Portrait of Chris                                             | 1960                                                       |           |       |
| Double Exposure (with Maynard Ferguson)                         | 1961                                                       |           |       |
| Free Spirits                                                    | 1962                                                       |           |       |
| No Strings (with Bobby Short, Herbie Mann, and LaVerne Baker)   |                                                            |           |       |
| Atlantic Records (Японія)                                       | The Best of Chris Connor                                   | 12" LP/CD | 1963  |
| Misty                                                           | 1975                                                       |           |       |
| Roulette Records                                                | Two's Company (with Maynard Ferguson)                      | 1961      |       |
| FM Records (Jazz/Folk)                                          | Chris Connor at the Village Gate, Early Show and Late Show | 1963      |       |
| A Weekend in Paris                                              | 1964                                                       |           |       |
| ABC-Paramount Records                                           | Chris Connor Sings Gentle Bossa Nova                       | 1965      |       |
| Now!                                                            | 1966                                                       |           |       |
| JVC Records (Японія)                                            | Softly and Swinging                                        | 1969      |       |
| Stanyan Records                                                 | Sketches                                                   | 1971      |       |
| CBS/Sony Records (Японія)                                       | Chris Moves                                                | 1977      |       |
| Progressive Records (Японія)                                    | Sweet and Swinging                                         | 1978      |       |
| Lobster Records (Японія)                                        | Alone Together                                             | 1979      |       |
| Stash Records                                                   | Love Being Here With You                                   | 1983      |       |
| Applause Records                                                | Chris Connor Live                                          | 12" LP    | 1983  |
| EMI Music Japan                                                 | Three Pearls (з Carol Sloane та Ernestine Anderson)        | 1984      |       |
| Contemporary Records                                            | New Again                                                  | 1987      |       |
| Classic                                                         |                                                            |           |       |
| Alfa Records (Японія)                                           | As Time Goes By                                            | 1991      |       |
| Angel Eyes                                                      |                                                            |           |       |
| My Funny Valentine                                              | 1993                                                       |           |       |
| Blue Moon                                                       | 1995                                                       |           |       |
| Highnote Records                                                | Haunted Heart                                              | 2001      |       |
| I Walk With Music                                               | 2002                                                       |           |       |
| Everything I Love                                               | 2003                                                       |           |       |

### Популярність
Журнал Billboard у 1955 році писав про перші два альбоми співачки Sings Lullabys of Birdland та Sings Lullabys for Lovers посіли перші два місця у джазових чартах 23 квітня 1955 року. Обидва альбоми були продані тиражем більш ніж 40.000 копій кожен, що було несподіваним досягненням для джазових виконавців того часу. За два роки, у 1957-му, Кріс Конор посідає № 10 у рейтингу «Найкращих вокалісток за оцінками диск-жокеїв» «Favorite Female Vocalist disk jockey popularity poll», поступившись Лені Горн (Lena Horne) та Джун Крісті (June Christy). Того ж року Елвіс Преслі посів 10-те місце у аналогічному рейтингу для чоловіків.
Atlantic Records заявив про продаж більш ніж 100.000 копій альбому Кріс Конор 1959 року Chris in Person протягом кількох років.

### Невидані пісні на Capitol Records
Протягом свого єдиного студійного запису з окрестром Стена Кентона на Capitol Records у 1953 році Кріс Конор записує пісню Nobody Knows the Trouble I've Seen. Проте, цей запис було загублено.

### Невидані пісні на Atlantic Records
Кріс Конор записала кілька пісень для лейблу Atlantic Records, які, втім, ніколи не було видано. Ці записи зберігались на складі у Long Branch, що в Нью-Джерсі. У лютому 1978-го в пожежі на складі згоріли багато з записів Конор, а також інші записи Atlantic, що вважались одними з найкращих на лейблі, але були повністю втрачені.
- Our Love Is Here to Stay, 1957
- An Open Fire, 1958
- The Long Hot Summer, 1958 (японський альбом Misty)
- I'm a Fool to Want You, 1959
- Fine and Dandy, 1959
- All About Ronnie, 1959 (японський альбом The Best Of Chris Connor)
- (I'm Afraid) The Masquerade Is Over, 1959 (японський альбом Misty)
- To Each His Own, 1959 (японський альбом Misty)
- Sidney's Soliloquy, 1960
- I Heard A Bluebird, 1960 (японський альбом Misty)
- Fortune Cookies, 1960 (японський альбом Misty)
- You Go to My Head, 1960
- Ain't Nobody's Business If I Do, 1961

### Збірки на CD
- The Best of Chris Connor (1991, Atlantic Japan)
- Warm Cool: The Atlantic Years (2000, 32 Jazz)
- Chris Connor: Collectibles Classics (box) (2006, Collectibles)
- Complete Bethlehem Years (box) (2007, Fresh Sounds Spain)
- All About Ronnie: Bethlehem Recordings (2008, Acrobat)
- Introducing Chris Connor (2008, Phantom)
- Misty (2013, Atlantic Records Japan)